# Aegisub
Aegisub（聲音：/ˈiːdʒisʌb/）是一套跨平台開放原始碼的免費字幕編輯軟體。許多字幕組皆採用這套字幕編輯軟體，替影片製作非官方或非商業的字幕。由Niels Martin Hansen、Rodrigo Braz Monteiro使用C++开发。
Aegisub 的主要功能是製作字幕的時間軸、設計字幕樣式和卡拉OK字幕。Aegisub 的標準字幕格式是 Advanced SubStation Alpha（ASS字幕）檔案，這種檔案格式支援字幕位置和樣式設定。另外也支援 SubRip 等常見的字幕檔案格式。Aegisub 也可透過 Lua、Perl 和 Ruby 程式語言來擴充功能。

## 外部連結
- （英文） Aegisub 官方網站（页面存档备份，存于）
- （英文） Aegisub 官方使用手冊（页面存档备份，存于）
- （英文） Aegisub 原官方網站（页面存档备份，存于）
- （英文） Aegisub 官方使用手冊（原官方網站）（页面存档备份，存于）
- （英文） Aegisub 的 IRC 頻道[永久]
- （简体中文） Windows版本基本教程（页面存档备份，存于）